# Лисомиці (Куявсько-Поморське воєводство)
Лисомиці (пол. Łysomice) — село в Польщі, у гміні Лисомиці Торунського повіту Куявсько-Поморського воєводства.
Населення — 1915 осіб (2011).
У 1975-1998 роках село належало до Торунського воєводства.

## Демографія
Демографічна структура станом на 31 березня 2011 року:
|          | Загалом | Допрацездатний вік | Працездатний вік | Постпрацездатний вік |
| -------- | ------- | ------------------ | ---------------- | -------------------- |
| Чоловіки | 937     | 234                | 641              | 62                   |
| Жінки    | 978     | 215                | 635              | 128                  |
| Разом    | 1915    | 449                | 1276             | 190                  |